# 幅允孝
幅 允孝（はば よしたか、1976年8月7日 - ）は、日本の選書家・ブックディレクター・編集者・執筆家。有限会社BACH（バッハ）代表。愛知県立芸術大学非常勤講師。
愛知県津島市生まれ。慶應義塾大学法学部卒業。青山ブックセンター六本木店、建築・デザイン書の担当を経て、株式会社ジェイ・アイ入社。石川次郎に編集を学ぶ。その後独立し、2005年10月に選書集団・BACH（バッハ）を設立。社名は自分の名前と音楽家に由来する。選書、編集、執筆、企画、ディストリビューション、また展覧会のキュレーションなど、本をツールに幅広い分野で活動する。アーセナルFCのファンを公言している。

## 主な仕事

### ライブラリー制作
- トヨタ博物館内「CARS & BOOKS」
- 京都市動物園内図書館
- 三島市立公園 楽寿園
- 伊勢志摩サミット会場 志摩観光ホテルザ クラシック内リーディングルーム
- ワコールスタディーホール
- パナソニック株式会社「Wonder LAB Osaka」
- えほんのうみのいえ（株式会社トランジットジェネラルオフィス、日本財団との共同制作）
- さやのもとクリニック
- 福井銀行 「WiL」
- 丹青社社内ライブラリー
- 高木学園女子高等学校ライブラリー刷新プロジェクト
- 東映アニメーション新社屋ライブラリー
- 丘の上保育園園内ライブラリー
- cafe/day
- ハイアットリージェンシー京都「Discover Japan Room」(「ディスカバー・ジャパン」と連動したコンセプトルーム）
- プロダクションI.G. 押井守、神山健治両監督アトリエ・ライブラリー
- クレマチスの丘内 リストランテ プリマヴェーラ
- 駿台予備学校 東大コース専用ライブラリー
- 千里リハビリテーション病院
- もみの樹・渋谷本町
- 那須塩原市図書館[3]
- 國學院大學「みちのきち」[4]

### 本の売り場ディレクション
- エイチ・アイ・エス 「旅と本と珈琲と」
- 伊勢丹新宿店 ビューティーアポセカリー
- 伊勢丹新宿店 リビングフロア
- la kagu
- Brooklyn Parlor 大阪店
- Brooklyn Parlor 新宿店
- Brooklyn Parlor 博多店
- 東急ハンズ銀座店「HANDS BOOKS」
- Tokyo's Tokyo 東急プラザ表参道原宿店
- Tokyo's Tokyo 羽田空港店
- 自由が丘 TODAY'S SPECIAL
- のもの （JR上野駅構内）
- book+cafe BOOOK（東北大学工学部生活協同組合内）
- 模型ファクトリー（新宿丸井アネックス７階）
- 阪急梅田店「The Lobby」
- SHIBUYA PUBLISHING & BOOKSELLERS
- 国立新美術館ミュージアムショップ「スーベニアフロムトーキョー」
- CIBONE 青山店
- CIBONE 自由が丘店
- BOOK 246
- TSUTAYA TOKYO ROPPONGI

### 編集
- 万城目学著「城崎裁判」（NPO 本と温泉）
- 湊かなえ著「城崎へかえる」（NPO 本と温泉）
- 「飛ぶ教室」43号 （幅允孝編集号 ブックガイド 本と、その先。）
- BEIGE,（オンワード樫山）シーズンカタログ
- DESIGNTIDE TOKYO オフィシャルブックレット
- プロパスト「アイディアル・ピープル」
- アディダス 「PAPER SKY originals」
- 日本グラフィックデザイナー協会 「JAGDA Report GRAPHIC DESIGNERS」

### 寄稿
- Richer（京阪神エルマガジン社）
- BRUTUS TRIP（マガジンハウス）
- 編集会議（宣伝会議）
- ecocolo（エスプレ）
- Numero TOKYO（扶桑社）
- ハイファッション（文化出版局）
- ケトル（太田出版）
- 東京新聞
- 飛ぶ教室（光村図書出版）
- Number（文藝春秋）
- フットボリスタ（ソル・メディア）
- 料理通信（角川春樹事務所）
- 三越伊勢丹 FOODIE 「幅允孝のよく噛んで読みましょう」

### 著書
- 千里リハビリテーション病院共同監修「つかう本」（ポプラ社）

- 「幅書店の88冊 あとは血となれ、肉となれ」（マガジンハウス）
- 「本なんて、読まなくったっていいのだけれど」（晶文社）
- 「ドラえもん名言集『のび太くん、もう少しだけがんばって』」（小学館）
- 「本の声を聴け　ブックディレクター幅允孝の仕事」（高瀬毅著、文藝春秋）

### キュレーション
- 城崎文芸館 リニューアルオープン
- 「六本木未来会議 アイデア実現プロジェクト」内イベント「六本木ブックフェス」
- 五味太郎プロジェクト「海外出版の愉しみ」
- 東京ミッドタウン デザインハブ 第47回企画展 「本・ことば・デザイン」展
- 東京ミッドタウン 「パークライブラリー」
- 三越伊勢丹 グローバル・グリーンキャンペーン
- 三越伊勢丹 「LION 100 YEARS」新聞広告企画制作
- 「読書のフェス」
- 京都造形芸術大学内 伊東豊雄設計「本の洞窟」選書
- DESIGNTIDE TOKYO 展示ディレクター
- 千阪実木展「本から生まれた靴たち」
- ナイキ「Dunk Knows.」
- NTT DOCOMO 「HOW TO COOK DOCOMODAKE?」

### ラジオ
- ももいろクローバーZのSUZUKIハッピークローバー！（TOKYOFM）

- RENDEZ-VOUS（J-WAVE ）
- COLOUR YOUR DAYS（J-WAVE ）
- KEY COFFEE METROPOLITAN CAFE（J-WAVE ）

### テレビ出演
- 情熱大陸（2008年、毎日放送）
- 孤独のグルメ Season2（2012年、テレビ東京）
- たけしの等々力ベース（2015年、BSフジ）
- 新報道2001 （2015年〜、フジテレビ）
- ワールドビジネスサテライト（2016年、テレビ東京）
- NEWS ZERO 「又吉直樹 働く。」（2016年、日本テレビ）

### インタビュー掲載
- CIRIOSITY２（DU BOOKS 2017年10月発売）